# Mauzoleum Augusta
Mauzoleum Augusta – budowla wzniesiona w 28 roku p.n.e. przez cesarza Augusta na Polu Marsowym w Rzymie, będąca miejscem spoczynku władcy, jego rodziny i następców.
Mauzoleum swoją formą nawiązywało przypuszczalnie do tradycyjnych etruskich tumulusów. Nadano mu kształt obsadzonego drzewami sztucznego kopca o średnicy ok. 87 metrów, otoczonego w dolnej części trawertynowym bębnem o wysokości 12 m. Na szczycie kopca umieszczony był wykonany z brązu posąg cesarza. Wewnątrz nasypu umieszczono betonowy filar o wysokości 44,65 m z cellą na urny z prochami zmarłych, otoczony przez pięć koncentrycznych pierścieni murów.
Wejście do mauzoleum znajduje się od strony południowej i wybiega dokładnie w kierunku Panteonu. Po obu jego bokach ustawione były dawniej dwa sprowadzone z Egiptu obeliski oraz dwie brązowe kolumny, na których wyryto treść Res Gestae Divi Augusti.
Jako pierwszy został pochowany w mauzoleum Marek Klaudiusz Marcellus (zm. 23 p.n.e.), siostrzeniec Augusta. Później spoczęło w nim wielu członków dynastii julijsko-klaudyjskiej: Marek Agrypa, Druzus Starszy, Gajusz Cezar i Lucjusz Cezar, Oktawian i jego żona Liwia Druzylla, Druzus Młodszy, Tyberiusz, Agrypina Starsza, Klaudiusz Neron, Druzus III oraz Poppea Sabina. Ostatnią osobą, której prochy złożono w mauzoleum, był cesarz Nerwa (zm. 98).
W okresie średniowiecza mauzoleum należało do rodu Colonna, który zaadaptował je na swoją fortecę. W XV wieku na jego terenie znajdowała się winnica. W wieku XVI mauzoleum stało się własnością rodziny Soderini, która urządziła tu ogród. W ciągu późniejszych wieków budowla stopniowo niszczała, w 1780 roku na jej szczycie zbudowano drewnianą arenę do korridy, następnie stanowiła miejsce przedstawień cyrkowych i teatralnych. Pomiędzy 1907 a 1936 rokiem funkcjonowała na niej scena muzyczna z widownią na 3500 osób. W 1937 roku kopiec poddano restauracji połączonej z pracami archeologicznymi.

## Galeria

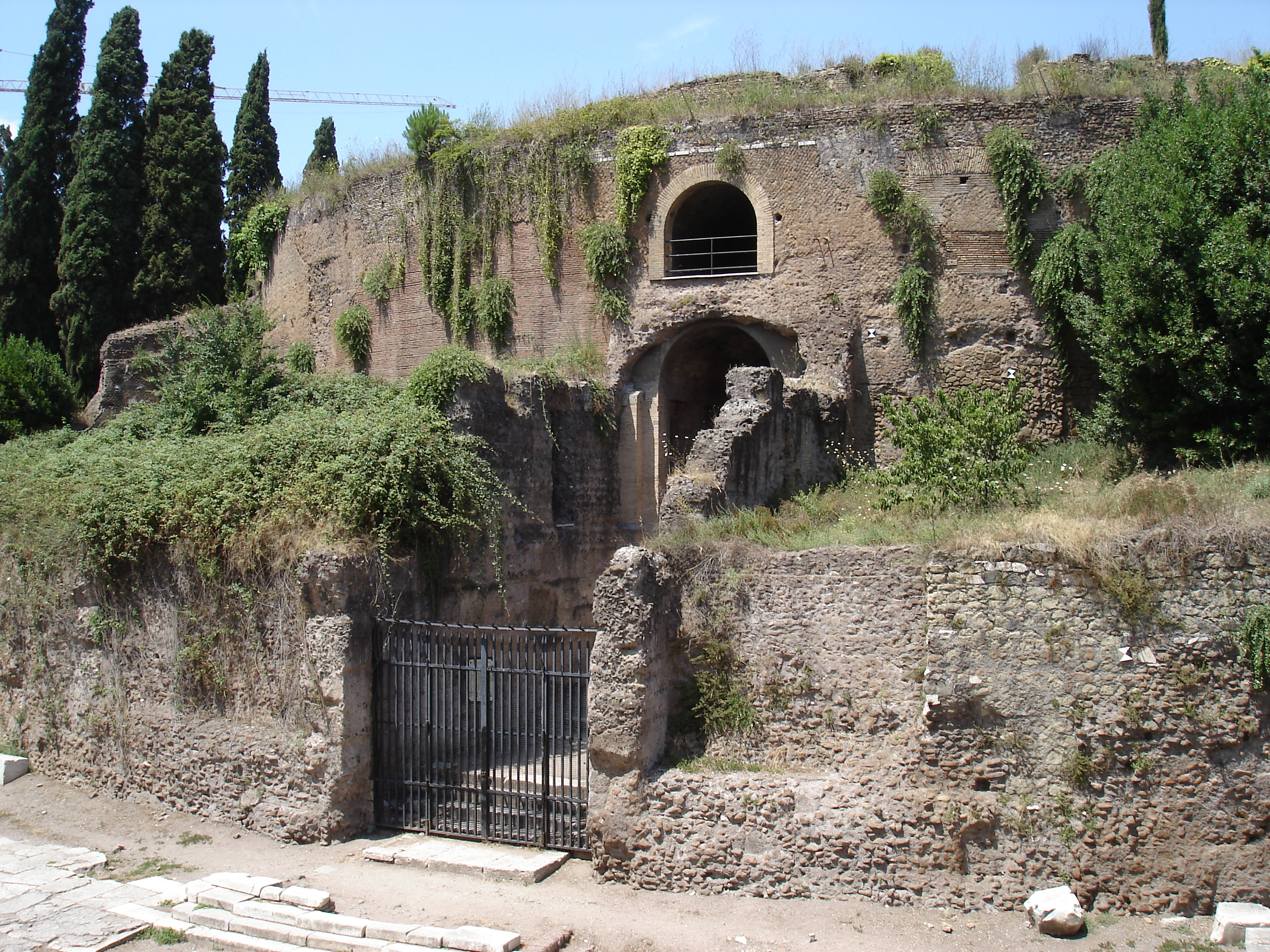
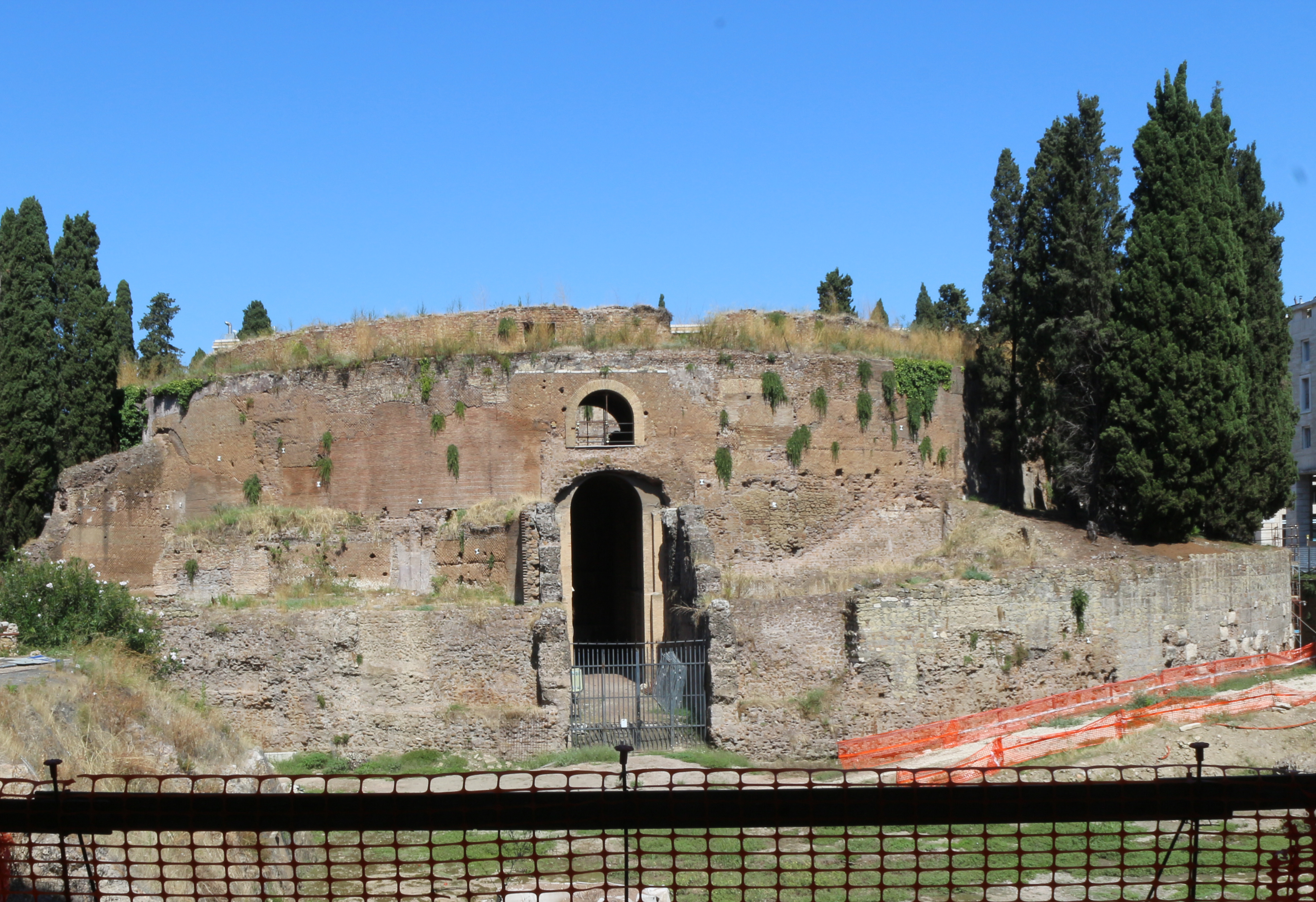
Widok od frontu
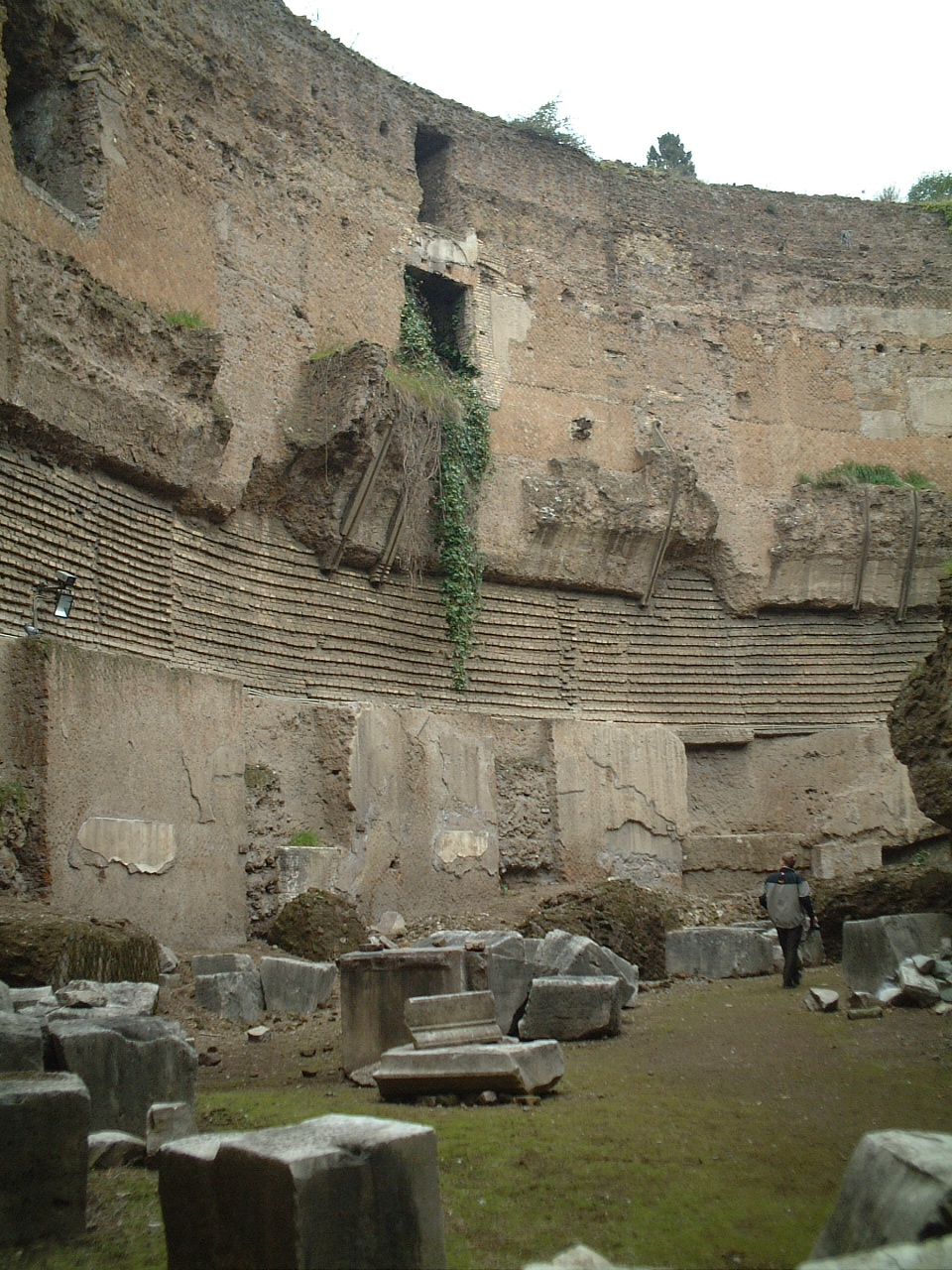
Wnętrze mauzoleum
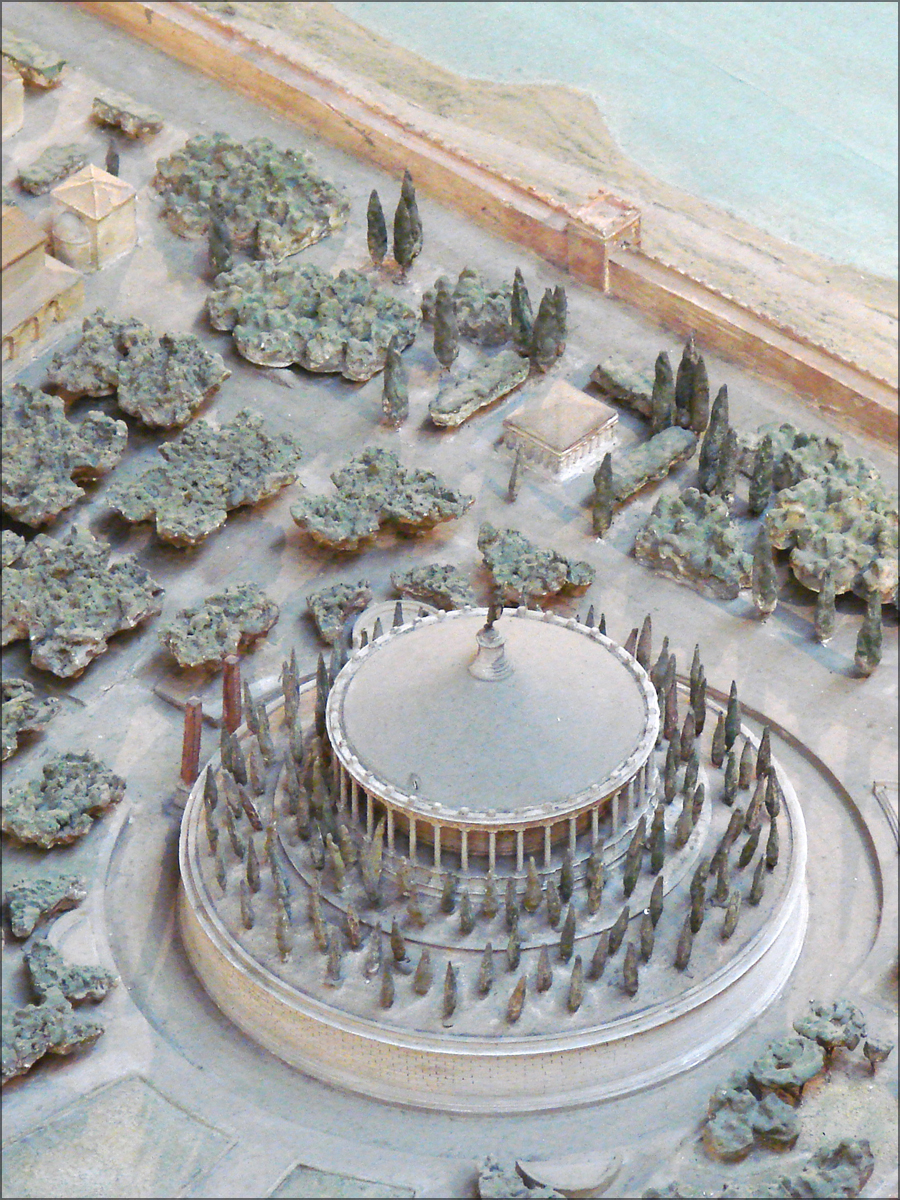
Makieta przedstawiająca mauzoleum za czasów Augusta, wystawiona w muzeum cywilizacji rzymskiej